# Poleskie Kozactwo Łozowe
Poleskie Kozactwo Łozowe (ukr. Поліське лозове козацтво) – ukraińska ochotnicza formacja partyzancka, działająca w latach 1939–1941 na Wołyniu.
Formacja została utworzona w lipcu 1939 roku z inicjatywy Wasyla Sydora, jako oddział zbrojny Organizacji Ukraińskich Nacjonalistów. Ogólna liczebność formacji wynosiła około 500 osób, na jej czele stali W. Wijtiuk-Pohonia, A. Karyj, A. Bulba. We wrześniu organizacja zabezpieczyła dużą ilość polskiego uzbrojenia. Po nastaniu okupacji sowieckiej, część Kozactwa przeniosła się na tereny okupowane przez armię niemiecką.
W sierpniu 1941 roku Poleskie Kozactwo Łozowe wznowiło działalność, wiążąc się z Siczą Poleską. W 1943 roku członkowie dawnego Poleskiego Kozactwa Łozowego wstąpili w szeregi Ukraińskiej Powstańczej Armii.